# Frontomaxilláris varrat

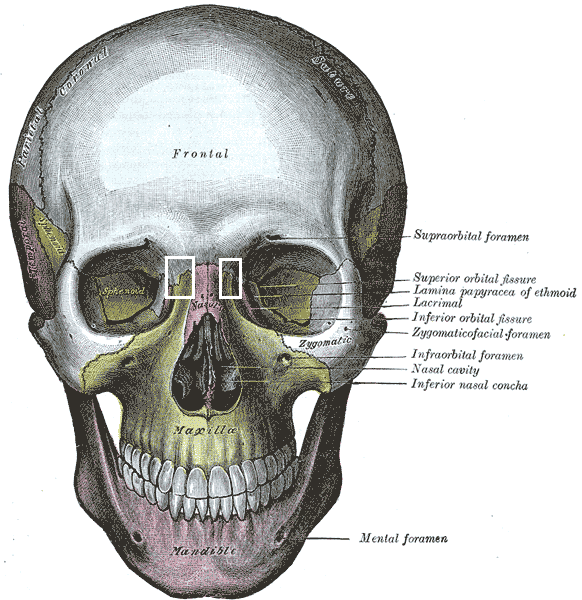
A koponya szemből (a két apró fehér téglalap jelöli a frontomaxilláris varratokat)

A frontomaxilláris varrat (sutura frontomaxillaris) egy varrat (sutura) a koponyán (cranium). A homlokcsont (os frontale) és a felső állcsont (maxilla) között található. Mérete kb 1-1,5 cm.